# Caradrina griseoalba
Caradrina griseoalba là một loài bướm đêm trong họ Noctuidae.